# Преподобни Амфилохије Почајевски
Свети Амфилохије Почајевски (световно Јаков Варнавович Головатјук; 9. децембар 1894, село Мала Иловица, Тернопољска област Украјине — 1. јануар 1971, село Мала Иловица) — православни монах и свештенослужитељ Руске православне цркве. Подвизавао се у Почајевској лаври.
Канонизован као преподобни. Прославља се 29. априла по јулијанском календару.

## Биографија
Године 1925. био је примљен у Почајевску лавру као искушеник. 8 јула 1932. г, по благослову митрополита варшавског и све пољске Дионисија (Валединског), био је пострижен у монашки чин са именом Јосиф.
Године 1933. био је рукоположен од епископа Антонија (Марценка) у чин јерођакона, а 27. септембра 1936. године у јеромонаха.
На јесен 1962. године, када је лавра била на ивици затварања од стране совјетске власти, одиграо је кључну улогу у заштити Троицког сабора, што је као последицу произвело да је кроз неколико дана био насилно хоспитализован у психијатријску болницу.
Након изласка, вратио се у родно село и преселио се код једног свог блиског сродника, где је наставио да води црквену службу.
Од стране једног његовог рођака бива одвезен до мочваре, истучен и бачен у воду. Будући на ивици смрти, у лаври бива пострижен у велику схиму са именом Амфилохије у част светитеља Амфилохија Иконијског. Оздравивши, опет се враћа у родно село.
Још за живота старца, кружиле су гласине да он поседује дар исцелитељства. Једна од таквих прича говори о томе како је једанпут васкрсао девојку која је умрла на путу док ју је мајка издалека водила старцу.
Упокојио се 1. јануара 1971. године.

## Прослављање и канонизација
23 априла 2002. г. Свети синод Украјинске православне цркве (Московске патријаршије) донео је одлуку да прослави у лику светих почајевског старца-схиигумана Амфилохија.
Чин прослављења преподобног Амфилохија у лику светих био је учињен од стране митрополита кијевског Владимира (Сабодана) у недељу 12. маја 2002. године у Успењском храму Почајевске лавре; 13. маја мошти преподобног биле су перенесене из Успењског собора у крипту преподобног Јова Почајевског испод ње, где почивају заједно с моштима поменутог свеца.
3. фебруара 2016. године решењем Архијерејског сабора Руске православне цркве успостављено је општецрквено поштовање преподобног Амфилохија.